# モーリタニア (客船・初代)
モーリタニア（RMS Mauretania、通称Maury）はイギリスのキュナード・ラインの客船。スワン・ハンター造船所で建造され、1906年9月20日に進水。後に世界最大・最速の客船となった。特に注目に値する点は当時まだ開発段階であった蒸気タービンを姉妹船「ルシタニア」と共に採用したことで、このことは、後に大西洋定期船のデザインに大きな影響を及ぼすこととなる。「モーリタニア」はその豪華さ・速度・安全性から乗客に好評であった。
「モーリタニア」の船名の由来はローマ属州の1つであったマウレタニア（Mauretania）であるが、後に使用され始めたモーリタニア（Mauritania）へは改名しなかった。

## 初期

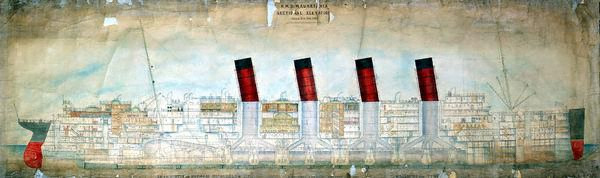
「モーリタニア」の側面図

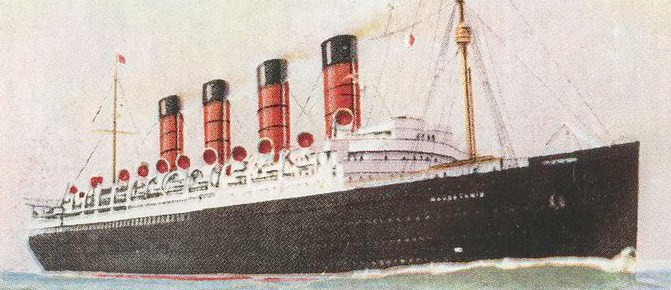
ポストカード

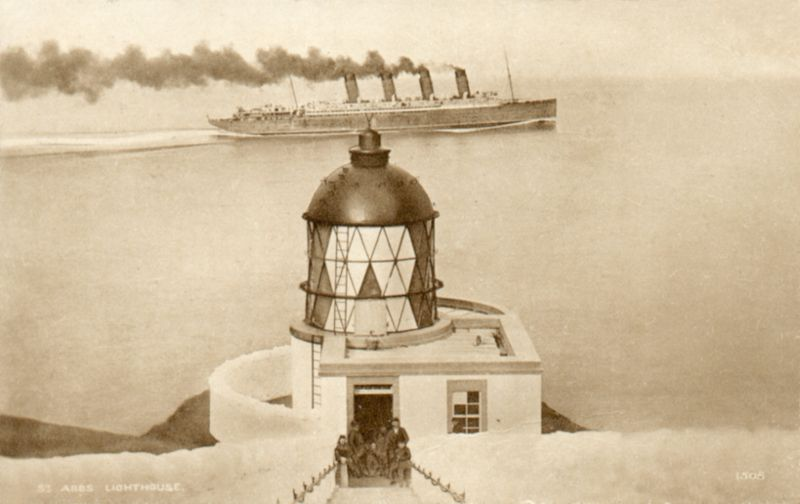
速力のテストを行う「モーリタニア」

1897年、ドイツ客船「カイザー・ヴィルヘルム・デア・グローセ」が22ノット（41km/h）を記録しブルーリボン賞を受賞した。これにより、それまで客船「カンパニア」と「ルカニア」によってブルーリボン賞を保持していたキュナード・ラインは、世界最速の証を奪われることとなった。また、アメリカの資産家ジョン・モルガンは、大西洋定期船を運航する海運企業を買収する大規模な計画を立てており、買収候補としてあがっていた企業の中にはキュナード・ラインのライバルである大手企業ホワイト・スター・ラインもあった。これを受けてキュナード・ラインは、イギリス政府の支援のもと、買収などはされず、独立した企業として営業する意思を表した。1903年、キュナード・ラインはイギリス政府と、2隻の定期船を建造することで合意し、「ルシタニア」と「モーリタニア」の計画が発案された。最高速力は24ノット以上とし、イギリス政府は£2,600,000の援助をすることを決定、但し国家有事の際には武装商船として軍に引き渡すこと、補助金に2.75%の利子をつけて20年以内に返却することを条件とした。補助金額はさらに増額されている。
「モーリタニア」は1906年に進水した。両船の外見上の違いは通風管の形が「モーリタニア」では通風管がカウル・タイプ、キセル状で「ルシタニア」はドラム缶とその蓋のような形状、プロムナードデッキの形状や全長（「モーリタニア」が5フィート長かった）である。また、「モーリタニア」は蒸気タービンが2つ多く付けられており、内部で機関構成は前方のタービンが「ルシタニア」のものよりも大きかった。試運転航海では船体振動が発生し、「ルシタニア」は簡単な船体の補強工事で克服したが、「モーリタニア」ではエンジン出力の差から同じ対処では解決に至らず、再検証で船尾部にかけての船体の構造強度不足と判明し補強の追加設計が行われ工事は二度以上に渡り解決まで難航した。就航後は速やかにブルーリボン賞はこの2姉妹船が奪取することとなり、ブルーリボン賞を受賞した船舶で最初に蒸気タービンを採用した船舶であった（しかし後に蒸気タービンは減らされた。）。
「モーリタニア」は1907年11月16日に処女航海を行い、ジョン・プリットチャード船長（John Pritchard）のもと、リヴァプールを出港した。そして数ヵ月後、「モーリタニア」は東回り航路で平均速力23.69ノット（43.87km/h）を記録し、ブルーリボン賞を受賞した。また、1909年9月、西回り航路でブルーリボン賞を受賞し、その後20年以上に渡ってその記録を保持している。しかし1910年12月、「モーリタニア」は故障し、係留所から漂流してマージー川に辿り着き、多大なダメージを受けた。これにより当初予定していたニューヨークへ向かうクリスマスの航海が中止となった。
「モーリタニア」が使用不能となったためクリスマスの航海は急遽「ルシタニア」に回され、「ルシタニア」の目的地であるニューヨークへ行っていたジェームズ・チャールズ船長（James Charles）が突然「ルシタニア」の船長として呼び戻されるという大混乱が発生した。それでも無事にクリスマスの航海は終了した。
また1914年1月26日、リヴァプールで作業中だった「モーリタニア」で、ガスシリンダー6つが爆発し、4名の男性作業員が死亡、蒸気タービン1基が破損するという事故が発生した。

## 第一次世界大戦

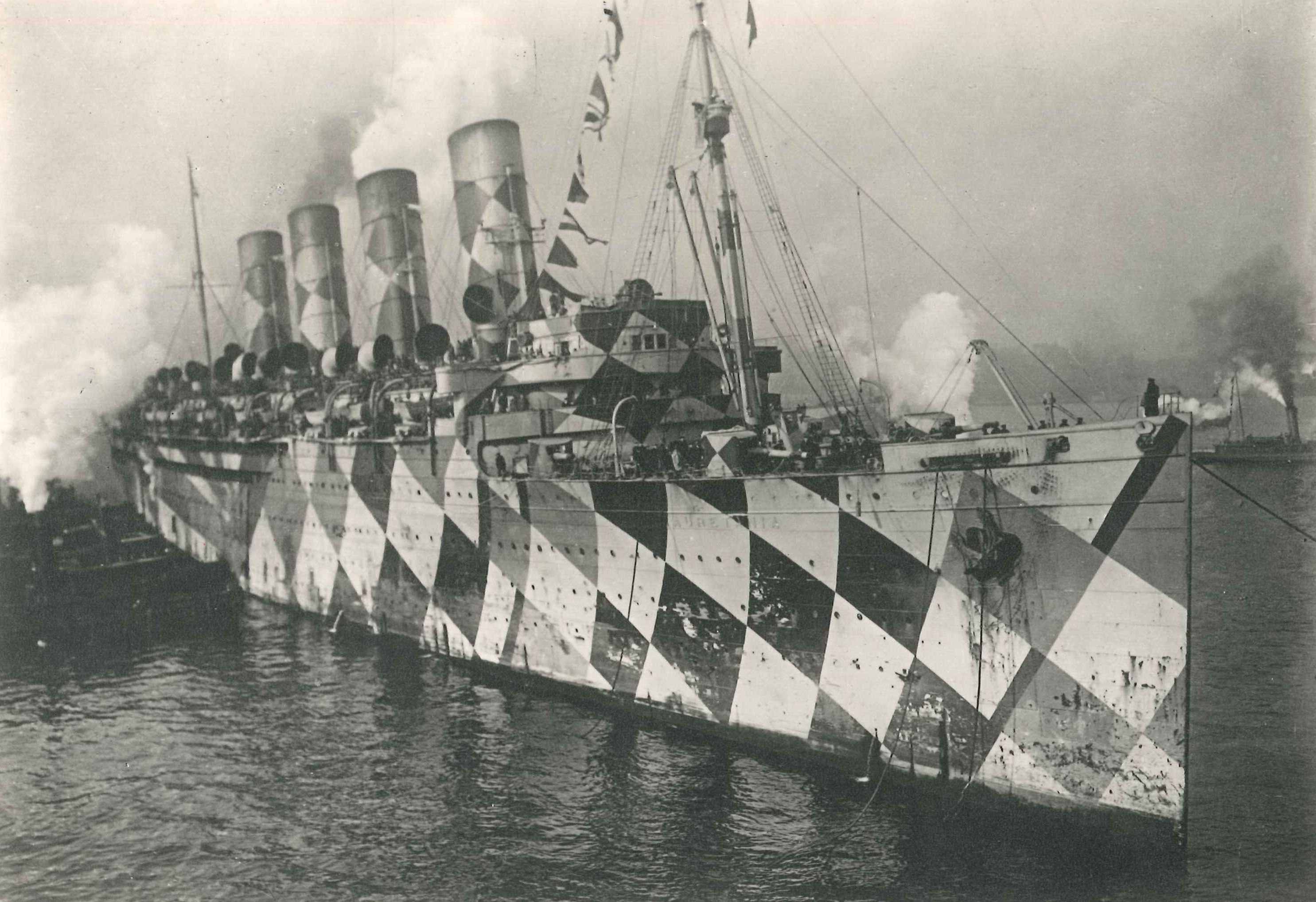
徴用されダズル迷彩を施された「モーリタニア」

イギリスがドイツに正式に宣戦布告した後の1914年8月4日、「モーリタニア」と3番目の姉妹船にあたる「アキタニア」は、仮装巡洋艦として徴用されることが検討されたが、船のサイズと燃費が釣り合わないことから、一般の商船として8月11日に復帰した。乗客不足により、「モーリタニア」は1915年5月までリヴァプールで係船された。その影響もあり、「モーリタニア」は結局軍事輸送船として徴用され、ガリポリの戦いに向け、兵士を輸送する役目を任された。

「モーリタニア」は高速であったため、Uボートに攻撃を受けることはなく、その後1916年1月25日に、「アキタニア」、「ブリタニック」と共に病院船として運航された。6ヵ月後には、カナダ政府の依頼でハリファックスからリヴァプールへ兵士を輸送する輸送船として使用され、アメリカがドイツに宣戦布告した1917年には、アメリカ兵も輸送するようになった。これは終戦まで続いた。

## 客船として復帰
1919年9月21日、「モーリタニア」は再び客船として復帰した。「モーリタニア」の航海スケジュールは非常に忙しく、1920年にスケジュールの見直しが行われたが、1921年にEデッキで火災が発生したことを受け、キュナード・ラインは本格的な改修を検討し始めた。「モーリタニア」はタインのドックへ移動させられ、ボイラーは主缶重油専焼へ変えられ、1922年3月に使用され始めた。だが速力などの問題から、1923年、サウサンプトンで大規模な改修が行われ、蒸気タービンは廃止された。しかし改修の途中でストライキが起こり「モーリタニア」の工事がストップしたため、キュナード・ラインは「モーリタニア」をシェルブールまで曳航し、工事は別の造船所で再開された。何とか工事を終えた「モーリタニア」は、1924年5月に大西洋での運航を再開した。

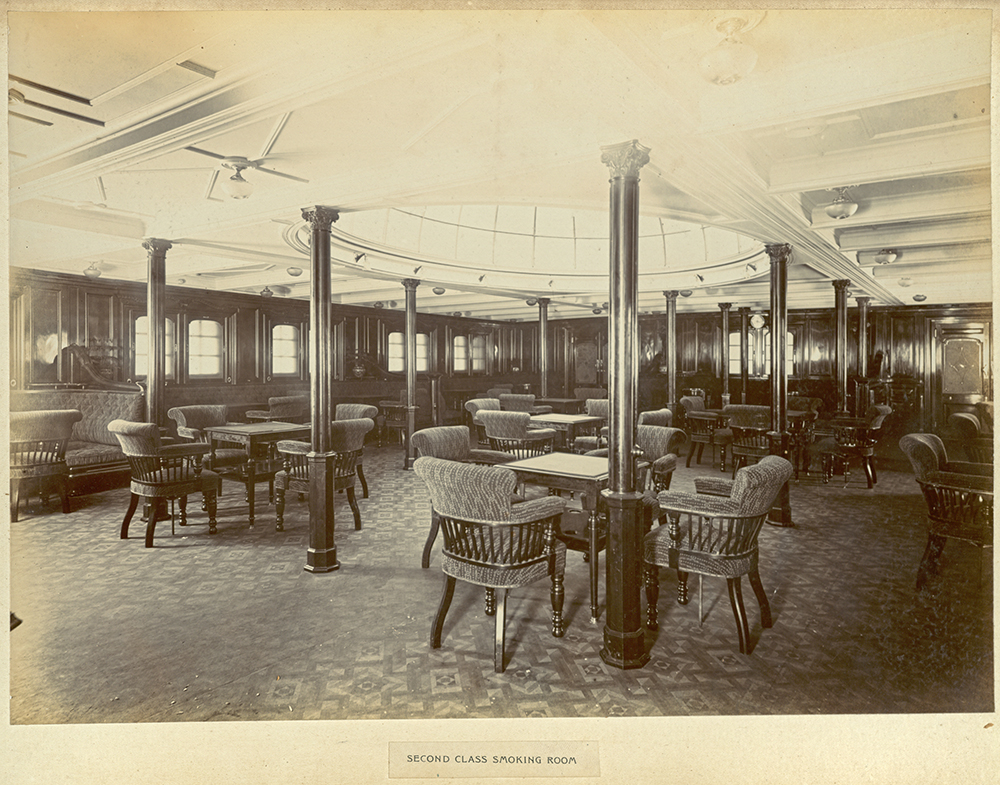
2等船客の喫煙室

1928年、「モーリタニア」の内装は新しいデザインへと変更されたが、その翌年、ドイツ客船「ブレーメン」が平均速度28ノット（52km/h）を記録し、22年間保持してきたブルーリボン賞を奪われた。このことについて8月27日にキュナード・ラインは、再びブルーリボン賞に挑戦するようなことはしないと発表した。「モーリタニア」は改装で、十分な馬力のあるエンジンを搭載していたが、それでも「ブレーメン」を追い越すのには力不足であり、また、革新的な次世代の客船に「モーリタニア」で挑むのには無理がある、との判断だった。こうして「モーリタニア」は「ブレーメン」に挑むことなく西回り航路、東回り航路の両方を奪われることとなった。
1929年、「モーリタニア」はロビンズ暗礁付近で鉄道連絡船と衝突したが、両船共に怪我人、死者は出ず、双方の損傷もそれほどひどいものではなかった。1930年頃から始まった世界恐慌の影響で大西洋定期船からクルーズ客船に転用され、1934年にホワイト・スター・ラインとキュナード・ラインが合併し、「オリンピック」や「マジェスティック」などの客船が就航したことによって「モーリタニア」はあまり使用されなくなっていった。

## 引退

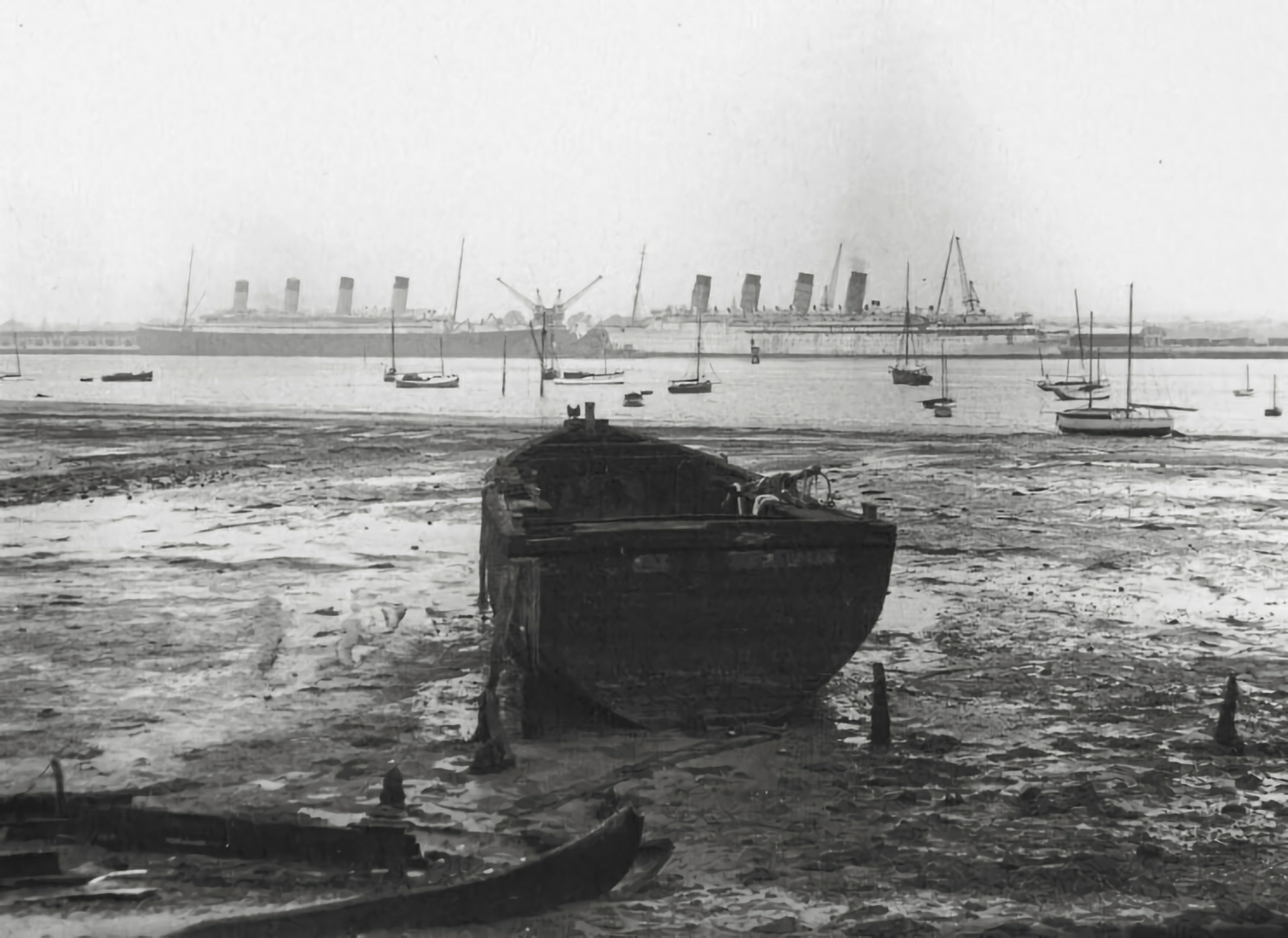
解体ドックに移された「モーリタニア」（右）と「オリンピック」（左）

「モーリタニア」はキュナード・ラインによって1934年9月、ニューヨークからサウサンプトンへ向けて最後の大西洋横断を行った。この航海では平均速力24ノットを記録し（これは「モーリタニア」の計画時に定められた速力である。）、長年「モーリタニア」が担当していたこの航路は「オリンピック」が代わることとなった。こうして「モーリタニア」は28年間に渡るキュナード・ラインでの運航を終えることとなった。
1935年5月、「モーリタニア」の内装の一部がオークションにかけられ、同年7月1日、「モーリタニア」はサウサンプトンを出港し、T・W・ワード解体業のもとに輸送された。この時の船長はアーサー・ロストロン（Arthur Rostron）である（ロストロンは「タイタニック」の生存者を救助した「カルパチア」の船長としても知られており、以前「モーリタニア」の船長を務めたこともある）。だがロストロン船長は、以前搭乗した「モーリタニア」を解体業者に送り込むのを拒み、乗船を拒否した。
「モーリタニア」は航行中に自身を造った造船所が存在するタインアンドウィア州に寄港し、ニューカッスル・アポン・タイン市の住民に見送られながらブラウン船長（A.T. Brown）のもと、再び出航した。「モーリタニア」はフォース橋の下を通過し（橋にぶつかるためマストをカットした）、無事解体業者のもとに届けられ船舶解体された。
歴史ある「モーリタニア」の解体に際してはファンからの根強い反対の声があり、大統領であったフランクリン・ルーズベルトまでもが抗議の手紙を送りつけたと言われている。

## 内装
オークションにかけられた内装の一部であるバー・レストランは、ブリストルのモーリタニア・パブリック・ハウスに移設され、ブリストルのパーク通りで営業しており、付近にはブリストル大学などが位置している。このバーはマホガニー材でできており、1等船客用の図書館も隣接している。このバーには入り口に「モーリタニア（Mauretania）」のネオンサインが使用されている。また、別の1等客用の船室が、ロンドンのパインウッド・スタジオ（映画製作会社）で使用された。
「モーリタニア」を元にしたテーマ曲"Firing the Mauretania"が存在し、この歌詞の途中で1924年に石炭を使用していたという部分があったが（実際はすでに重油専焼に改装していたためこれはあり得ない。）、別の部分で重油専焼について言及されている。